# قائمة المندوبين الساميين الفرنسيين في سوريا ولبنان
خلال الفترة ما بين 1920 و1946 كانت كل من سوريا ولبنان تحت الانتداب الفرنسي، الذي أقر بموجب المادة الثانية والعشرين من ميثاق عصبة الأمم، بتاريخ 25/ 4/ 1920.
كان ممثل فرنسا في سوريا ولبنان يحمل لقب «المفوض السامي لفرنسا في المشرق» أو لقب «المفوض السامي للجمهورية الفرنسية في سوريا ولبنان». عٌدّل اللقب بعد الغزو الأنجلو-فرنسي (حزيران/يونيو1941) إلى «المندوب السامي الفرنسي».
قائمة بأسماء المندوبين الساميين
| المندوب السامي             | من تاريخ | إلى تاريخ |
| -------------------------- | -------- | --------- |
| الجنرال هنري غورو          | 1919     | 1923      |
| الجنرال ماكسيم ويغان       | 1923     | 1924      |
| الجنرال موريس بول ساراي    | 1924     | 1925      |
| هنري دو جوفنيل             | 1925     | 1926      |
| هنري بونسو                 | 1926     | 1933      |
| كونت دامين دو مارتيل       | 1933     | 1939      |
| غابرييل بوه                | 1939     | 1940      |
| جان شياب                   | 1940     | 1940      |
| الجنرال هنري فيرناند دينتز | 1940     | 1941      |
| الجنرال جورج كاترو         | 1941     | 1943      |
| جان هللو                   | 1943     | 1943      |
| الجنرال بول بينيه          | 1944     | 1946      |